# Cambises I d'Anxan
Cambises I d'Anxan (en persa antic Kambujiya, en grec antic Καμβύσης) anomenat "el vell", va ser rei de la ciutat d'Anxan sota dependència del rei dels medes Astíages, entre l'any 580 aC i 559 aC aproximadament. Era fill i successor de Cir I d'Anxan. Devia néixer cap a l'any 600 aC.
La seva dona va ser la princesa mede Mandana, filla d'Astíages i de la princesa Arienis de Lídia, i neta de Ciaxares de Mèdia i d'Aliates de Lídia. D'aquest enllaç va néixer el futur rei Cir II el gran potser l'any 576 aC. Heròdot diu que Astíages va donar a la seva filla en matrimoni al rei d'Anxan perquè era un regne relativament poc important i els seus dirigents no li podien fer ombra o posar en perill el seu tron.
Va morir el 559 aC i el va succeir el seu fill Cir II el Gran, inicialment com a Cir II d'Anxan.